# (14174) Deborahsmall
(14174) Deborahsmall (1998 VO13) – planetoida z grupy pasa głównego asteroid okrążająca Słońce w ciągu 4,83 lat w średniej odległości 2,85 j.a. Odkryta 10 listopada 1998 roku.